# Дурдыев, Шадурды Аманмухаммедович
Шадурды Аманмухаммедович Дурдыев — туркменский военный деятель, бывший руководитель Государственной пограничной службы.

## Биография
Родился 28 мая 1976 года на территории современного Ак-Бугдайского этрапа Ахалского велаята.
С 1993 по 1997 год был курсантом Военный институт Министерства обороны Туркмении, окончив который, получил высшее образование.
В 2017 году окончил Военную Академию Республики Беларусь по специальности государственное и военное управление.
Посл окончания вуза в 1997 году и до декабря 2015 года проходил службу на различных офицерских и руководящих должностях в Министерстве обороны Туркмении.
С декабря 2015 года по июнь 2018 г. занимал должность заместителя министра обороны Туркмении.
С июня 2018 года по январь 2021 — начальник Государственной пограничной службы — Командующий Пограничными войсками страны. Уволен за серьёзные недостатки, допущенные в работе.

## Семья
Женат, двое детей.